# Dieter Ristig
Dieter Ristig (* 21. August 1955 in Bremerhaven) ist ein deutscher Tischtennisspieler.

## Werdegang
Ristig wuchs im ostwestfälischen Bünde auf und versuchte sich zunächst im Fußball,  Handball und in der Leichtathletik. Im Jahre 1966 kam er durch eine Sommerveranstaltung der Pfadfinder zum Tischtennis. Er schloss sich dem Verein BTW Bünde an, mit dem er 1973 in die Verbandsliga aufstieg. Ristig wechselte daraufhin zum TTC Mennighüffen, bevor er zwei Jahre später zum VfL Osnabrück in die Bundesliga ging. Von 1976 bis 1978 spielte Ristig für den Ligarivalen TTC Grünweiß Bad Hamm. Im Jahre 1983 holte Manager Rüdiger Lamm Ristig zum Zweitligisten Spvg Steinhagen. Zwei Jahre später stiegen die Steinhagener in die Bundesliga auf. Seit der Geburt seines Sohnes 1986 spielt Ristig für den SV Brackwede. Im Jahre 2013 wurde Dieter Ristig mit seinem Partner Ulrich Watermann deutscher Seniorenmeister im Doppel in der Altersklasse Ü50.
Hauptberuflich arbeitete Dieter Ristig ab 1980 bei der AOK in Bielefeld und leitete über 20 Jahre eine Niederlassung. Seit 2019 ist er Rentner. 2011 erkrankte Ristig an Prostatakrebs.